# San Miguel Tlacamama
San Miguel Tlacamama är en kommun i Mexiko.   Den ligger i delstaten Oaxaca, i den sydöstra delen av landet, 400 km söder om huvudstaden Mexico City.
Följande samhällen finns i San Miguel Tlacamama:
- La Cañada del Marqués
- La Esperanza
- El Terrero